# الرجل العنكبوت (سلسلة أفلام)
سلسلة أفلام الرجل العنكبوت (بالإنجليزية: Spider-Man)‏ هي سلسلة من خمسة أفلام امتدّت بين عامي 2002 و2014.
ظهرت شخصية الرجل العنكبوت الخيالية في القصص المصورة وهي من إنتاج ستان لي وستيف ديتكو ووردت في منشورات مارفل كومكس، ظهرت حاليا في عشرة أفلام حية منذ نشأتها. الرجل العنكبوت هو الشخصية الأخرى للبطل بيتر باركر، وهو مصور مستقل موهوب شاب وعالم طموح، ويتشبع بالقدرات الخارقة بعد أن يعضه عنكبوت مشع معدل وراثيا.

## وصلات خارجية
- أفلام عن سبايدرمان على موقع أول موفي (الإنجليزية)